# Ranxo Skywalker
El Ranxo Skywalker és un ranxo on es desenvolupen part de les operacions de l'empresa Lucasfilm. El ranxo va ser construït per George Lucas arran de l'èxit de les pel·lícules de La Guerra de les Galàxies i està situat en una zona aïllada però alhora oberta prop de Nicasio (Califòrnia), al Comtat Marin. El ranxo es troba al costat de la Lucas Valley Road, nom relacionat amb un propietari de terres de principis del segle XX que era de la zona, sense relació amb George Lucas. El ranxo no està obert al públic.
L'objectiu principal de les instal·lacions és el d'albergar l'estudi de mescla i gravació de so de les pel·lícules i sèries, a més de donar empara a les oficines corporatives de Lucasfilm. Altres propietats de Lucasfilm proporcionen efectes visuals i d'animació; a Skywalker es gestiona el so, la música, i serveis relacionats.